# Ophiocentrus fragilis
Ophiocentrus fragilis är en ormstjärneart som beskrevs av Hubert Lyman Clark 1938. Ophiocentrus fragilis ingår i släktet Ophiocentrus och familjen trådormstjärnor. Inga underarter finns listade i Catalogue of Life.